# Pachavita
Pachavita là một thị xã và đô thị ở  Departamento Boyacá, thuộc phân vùng Neira.